# Grande mosquée de Montreuil
La Grande Mosquée de Montreuil - Masjid Al Oumma, (en arabe : مسجد الأمة Masjid Al Oumma) située à Montreuil en Île-de-France est autorisée à recevoir du public pendant l’été 2014, bien que les premiers fidèles ont pu venir y prier dès août 2010.

## Histoire
Le projet est initié le 25 septembre 2003, quand le conseil municipal vote l’octroi d’un terrain à la Fédération cultuelle des associations musulmanes de Montreuil (FCAMM) au moyen d’un bail emphytéotique de 99 ans, l'accord passé avec la ville de Montreuil exige l'exclusion de tout financement par des personnes morales et des États étrangers. Les travaux de construction débutent en septembre 2009 financés et réalisés par les fidèles.
Ce dossier est à l'origine, avec d'autres décisions simultanées d'une jurisprudence du Conseil d’État en estimant que « la conclusion d’un bail emphytéotique administratif en vue de la construction d’un édifice culturel était possible dès avant la modification intervenue en avril 2006 par laquelle le législateur avait dérogé aux dispositions précitées de la loi du 9 décembre 1905 » pour en déduire « que les règles posées par cette loi n’étaient pas applicables à un litige concernant la conclusion, par une collectivité territoriale, d’un bail emphytéotique administratif en vue de la construction d’un édifice cultuel : ce bail doit simplement respecter, notamment, les conditions régissant ce type de contrat. » Le vice-président du Conseil d’État Jean-Marc Sauvé explique que « les collectivités pouvaient conclure un bail emphytéotique avec pour contrepartie une redevance (d'un montant modique puisque le titulaire n'exerce pas une activité à but lucratif) et l'incorporation de l'édifice dans le patrimoine de la collectivité à l'expiration du bail, soit 99 ans » rappelant que « 450 églises catholiques [avaient] bénéficié de ce système postérieurement à la loi de 1905, sans que cela ait jamais donné lieu à contentieux ».

## Description
Elle a une capacité de 1400 fidèles, 1050 hommes et 350 femmes.